# Henipavirus

Structuur van het henipavirus.

Henipavirus is een geslacht van negatiefstrengs-RNA-virussen in de familie Paramyxoviridae, orde Mononegavirales dat zes bekende soorten bevat, en tal van andere die nog worden bestudeerd. Henipavirussen worden van nature overgedragen door verschillende soorten kleine zoogdieren, met name pteropide fruitvleermuizen (vliegende honden), microvleermuizen van verschillende soorten, en spitsmuizen. Henipavirussen worden gekenmerkt door lange genomen en een groot gastheerbereik. Hun recente opkomst als zoönotische ziekteverwekkers die ziekte en dood kunnen veroorzaken bij dieren en mensen is zorgwekkend.

## Soorten
Het geslacht henipavirussen wordt volgens het ICTV als volgt ingedeeld:
- Cederhenipavirus (cederhoutvirus, CedV)
- Ghanees vleermuishenipavirus (Kumasi-virus, KV)
- Hendra henipavirus (Hendravirus, HeV)
- Mojiang henipavirus (Mojiangvirus, MojV)
- Nipah henipavirus (nipah-virus, NiV)
- Langya henipavirus (Langya-virus, LayV)

## Voorkomen
Een virus uit het geslacht, het nipah-virus, ontleent zijn naam aan het dorp Kampung Sungai Nipah in Maleisië, waar het virus voor het eerst werd geïdentificeerd in 1998-1999. De uitbraak van dit virus veroorzaakte er ernstige ziekten bij zowel mensen als dieren, voornamelijk varkens, en leidde tot een significante sterfte. Sedert 2018 rees in de zuidelijke Indiase deelstaat Kerala bezorgdheid vanwege het nipah-virus, dat daar al enkele dodelijke slachtoffers eiste.